# 帕瓦亞伊
帕瓦亞伊（英語：Pava'ia'i）是位於美屬薩摩亞圖圖伊拉島西區的一個村莊。它北鄰馬帕薩加富和法萊紐，東鄰伊利伊利，南鄰富蒂加，西鄰馬萊洛亞。帕瓦亞伊也是美屬薩摩亞最大的小學帕瓦亞伊小學的所在地。
根據2010年美國人口普查的數據顯示，居住於帕瓦亞伊的人口為2450人。